# Соколів-Малопольський
Соко́лів-Малопольський (пол. Sokołów Małopolski) — місто в піденно-східній Польщі, між річками Вісла та Сян.
Належить до Ряшівського повіту Підкарпатського воєводства.

## Демографія
Демографічна структура станом на 31 березня 2011 року:
|          | Загалом | Допрацездатний вік | Працездатний вік | Постпрацездатний вік |
| -------- | ------- | ------------------ | ---------------- | -------------------- |
| Чоловіки | 1963    | 410                | 1400             | 153                  |
| Жінки    | 2095    | 397                | 1361             | 337                  |
| Разом    | 4058    | 807                | 2761             | 490                  |